# 吳保泰
吳保泰（？年—？年），字南池，号和庵，河南光州人。清朝政治人物。

## 生平
道光二十年（1840年）進士。選庶吉士，授翰林院编修，累官國子監祭酒。曾任廣東、福建、浙江學政。升詹事府詹事。